# Warren Oates
Warren Mercer Oates (5. července 1928 Depoy, Kentucky – 3. dubna 1982 Los Angeles, Kalifornie) byl americký herec, jenž je znám pro své role ve filmech V žáru noci (In the Heat of the Night), Divoká banda (The Wild Bunch) a Přineste mi hlavu Alfreda Garcii (Bring Me the Head of Alfredo García).
Na jeho počest v roce 1993 produkoval Tom Thurman dokumentární snímek Warren Oates: Across the Border.